# Dánae (Klimt)
Dánae es un cuadro al óleo del pintor austriaco Gustav Klimt creado entre 1907 y 1908. Es un ejemplo de simbolismo que representa la sexualidad femenina narcisista en el personaje mitológico griego de Dánae. Éste fue un tema popular a principios del siglo XX para muchos artistas, que lo usaron como el símbolo por excelencia para representar el amor divino y la trascendencia. La obra, que forma parte de una colección privada, mide 77 x 83 cm. y se encuentra en la Galerie Würthle de Viena.

## Interpretación
Según el mito, mientras estaba prisionera de su padre Acrisio, el rey de Argos, en una torre de bronce, Dánae fue visitada por Zeus y fertilizada en la forma de una lluvia de oro. En el cuadro de Klimt, este hecho es representado por el torrente dorado que fluye entre sus piernas. De la expresión de su cara, con la boca entreabierta, se desprende que está excitada por esa corriente de oro. En esta obra, Dánae está enroscada en un velo púrpura real que hace referencia a su linaje imperial, y su postura fetal proporciona mayor dinamismo a la composición. Algún tiempo después de la visita celestial, Dánae dio a luz a un hijo, Perseo, que es citado más tarde en la mitología griega por haber matado a la gorgona Medusa y rescatado a Andrómeda.
Toda la composición de esta pintura se pone al servicio de la sexualidad femenina. Los contornos redondos y los adornos de pan de oro enfatizan su experiencia sexual, una vez más reforzada por la perspectiva distorsionada del cuerpo, con sus exuberantes muslos. Al mismo tiempo, los adornos crean distancia. Según el experto en Klimt, Karl Kraus:
"La lluvia dorada que se desliza en el cuerpo transformado de Dánae da a este antiguo motivo algo sagrado, como si hubiera trascendido este mundo. Consigue lo que una pareja masculina nunca podría hacer: transformar la carne en una obra de arte. El erotismo se convierte en un icono. La obra representa la feminidad completamente autónoma".
La distancia creada por el diseño ornamental formal también contribuye a un sentimiento de experiencia narcisista: Dánae, atrapada en su medio sueño, recogida sobre sí misma, se entrega a su placer orgásmico, pero de forma completamente autónoma en relación con el espectador. Sólo se tiene a sí misma. Cualquier objeto de amor que no sea su propio cuerpo está excluido. El principio masculino se limita al símbolo abstracto del pequeño rectángulo negro en la corriente de oro, como adorno bajo los adornos.

## Dánae en el arte
El mito de Dánae es un tema de la historia del arte que ha sido elegido muchas veces a lo largo de los siglos. Pintores como Tiziano, Rembrandt y Gentileschi la capturaron en sus pinturas. Klimt estaba familiarizado con una versión de Tiziano en el Museo de Historia del Arte de Viena.